# 小館善四郎
小館 善四郎（こだて ぜんしろう 1914年（大正3年）11月29日 - 2003年（平成14年）10月8日）は青森県出身の洋画家。梶井基次郎の作品「檸檬」に因んで檸檬をモチーフにした静物画が多く、「レモンの画家」と呼ばれる。

## 経歴
青森市生まれ。旧制青森中学校（青森県立青森高等学校）在学中、南部公鎮に師事。1932年（昭和7年）に旧制青森中学校を卒業して上京し、帝国美術学校（武蔵野美術大学）に入学、牧野虎雄に師事した。1936年（昭和11年）11月、学校側の都合により帝国美術学校を繰上卒業。同年から1943年（昭和18年）まで母校青森中の図画科教師。
1938年（昭和13年）、第13回国画会展に初入選。1948年（昭和23年）、国画奨学賞受賞。1953年（昭和28年）、国画会会員。1975年（昭和50年）、青森県褒賞受賞。1992年（平成4年）、青森県文化賞受賞。1998年（平成10年）、国画会永年会員。2000年（平成12年）、文化庁地域文化功労者表彰受賞。
代表作に「赤衣少女」「檸檬とれもんの絵」などがある。

## 太宰治との関係
1928年（昭和3年）6月、同郷の作家太宰治の四姉きやうが小館の長兄貞一に嫁いだため、小館は太宰の義弟となった。（脚本家菊谷栄も姻戚にあたる。）1935年（昭和10年）の太宰の短篇「道化の華」に登場する法学生"小菅"は、小館がモデルだったという説がある。
翌1936年（昭和11年）10月、小館は自殺を図って篠原外科病院に入院した際、太宰の当時の妻小山初代からたびたび見舞いを受けた。しかしちょうど同じ時期に太宰が薬物中毒治療で自宅を空けていたため、小館と初代は若気の至りから姦通事件を起こす。この一件は初代からの厳重な口止めにより永久に闇へ葬り去られる筈だったが、1937年（昭和12年）3月初旬、太宰からの私信の一節を読み違えた小館は、姦通が露見したものと早合点し、卒業制作を携えての上京時、太宰の住む荻窪の碧雲荘を訪ね初代との関係を太宰に告白してしまった。これが原因となり、太宰夫妻は心中未遂を経て離婚に至る。
初代と結婚することを勧める者もあったが、小館にも初代にもその気はなく、二人はそのまま別れた。後年、初代は満洲に渡り、青島で暮らしていたが、1942年（昭和17年）初秋に一時帰国。浅虫の生家に帰って1ヶ月以上滞在した際、小館に逢い「早くいい人を見つけて結婚しなさい」と勧めている。この後、1943年（昭和18年）6月、小館は初代の言葉通りに木村幸枝と結婚した。
太宰の側では小館を許す気持ちが強く、1946年（昭和21年）8月、小館の妹れい子に「私は四郎君の今後の家庭生活の幸福をいつでも、ひそかに祈つてゐました。秋頃には四郎君に案内していただいて十和田湖へ行つてみたいと思つてゐます」と書き送ったが、太宰多忙のため実現はしなかった。
1998年（平成10年）、小館は太宰未亡人美知子の一周忌に、太宰夫妻の墓所である三鷹禅林寺を初墓参した。
なお、帝国美校時代からの小館の学友鰭崎潤（洋画家）はクリスチャンで、1935年8月頃から船橋の太宰家に出入りし、太宰に「聖書知識」誌を持参、太宰の聖書理解に大きく関わった人物である。